# Панина, Наталья Вадимовна
Ната́лья Вади́мовна Па́нина (урожд. Никитина) (род. 15 сентября 1971) — российская актриса, заслуженная артистка России (2006). Дочь актёров Валентины Паниной и Вадима Никитина.

## Биография
В 1992 окончила Театральное училище им. М. С. Щепкина (курс В. И. Коршунова). С 1992 — актриса Александринского театра (Петербург). Лауреат Государственной премии РФ (1999) за театральную работу.

## Творчество

### Роли в театре
Александринский театр
- «Романсы с Обломовым» (реж. М. Розовский) — Ольга
- «Хозяйка гостиницы» К. Гольдони (реж. Владимир Воробьёв, 1992) — Мирандолина
- «Отелло» У. Шекспира (реж. Ростислав Горяев, 1993) — Бьянка
- «Елизавета Английская» Ф.Брукнера (реж. Светлана Миляева, 1994) — Леди Мэри
- «Три сестры» А. П. Чехова (реж. Ростислав Горяев, 1996) — Маша
- «Пер Гюнт» Г. Ибсена (1997) — Анитра
- «P. S. капельмейстера Иоганнеса Крейслера, его автора и их возлюбленной Юлии» (1998) по Э. Т. А. Гофману и В. А. Моцарту — Юлия
- «Пара гнедых» (реж. Александр Белинский, 2000) — Лиза Синичкина
- «Вишнёвый сад» А. П. Чехова (реж. Роман Смирнов, 2001) — Варя
- «Колпак с бубенчиками» Л. Пиранделло (реж. Владимир Воробьёв, 2001) — Нина
- «Ярмарка тщеславия» У. Теккерея (реж. Александр Белинский, 2002) — Бекки Шарп
- «Маленькие трагедии» (реж. Григорий Козлов) — Дона Анна и Мери
- «Тринадцатый номер» Р.Куни (реж. Владимир Голуб, 2005) — Джейн Уорзингтон
- «Неизвестное» (спектакль Марины Гавриловой по «Маскараду» М. Ю. Лермонтова, 2004) — Нина и баронесса Штраль
- «Женитьба» Н. В. Гоголя (реж. Валерий Фокин, 2008) — Агафья Тихоновна
- «Изотов» М. Дурненкова (реж. Андрей Могучий, 2009) — Ольга

театр «Русская антреприза» имени Андрея Миронова
- «Сорок первый» Б. Лавренёва — главная роль
- «Из записок сумасшедшего антрепренёра»
- «Ах, эти бедные мужчины!».

антреприза
- «Вкус мёда» Ш. Дилени (реж. Елена Чёрная, 1997/1998) — Джо

### Роли в кино
| Год       |    | Название                                                  | Роль                  |
| --------- | -- | --------------------------------------------------------- | --------------------- |
| 1981      | тф | Личная жизнь директора                                    | Наташа (нет в титрах) |
| 1988      | ф  | Соблазн                                                   | Маша                  |
| 1991      | ф  | Соня, бессонница, сон                                     | Люся                  |
| 1992      | ф  | Дом на Рождественском бульваре                            | Мария                 |
| 1996—1997 | с  | Поживём — увидим                                          | Ирина                 |
| 1998      | тф | Спящая красавица                                          | королева              |
| 2000      | тф | Дом надежды. Игрушечный роман                             | Ольга                 |
| 2002—2002 | с  | Улицы разбитых фонарей 4: Отцы и дети (15-я и 16-я серии) | Марина                |
| 2002—2009 | с  | Разведённые мосты                                         | Ирина                 |
| 2003      | тф | Чужое лицо                                                | Воронцова             |
| 2003—2003 | с  | Любовь императора                                         | Мария Фёдоровна       |
| 2004—2004 | с  | Опера. Хроники убойного отдела                            | Светлана              |
| 2005      | тф | МУР есть МУР-3                                            | эпизод                |
| 2007      | тф | Последнее путешествие Синбада                             | Наталья               |
| 2009      | ф  | Жить сначала                                              | Света                 |

## Награды
- Государственная премия РФ (1999) — за роль в спектакле «P.S. …»
- Заслуженная артистка РФ (2006)
- 1-е место на Петербургском конкурсе актёрской песни им. А. Миронова (1999).